# Регі
Ре́ґі (ре́ґей; англ. reggae — МФА: ['regei]) — музичний стиль‚ що виник 1968 року на Ямайці під впливом ритмо-мелодичних структур музики країн Карибського архіпелагу, культових пісень і нью-орлеанського блюзу. Цим терміном також визначають сучасну попмузику Ямайки та її діаспори.

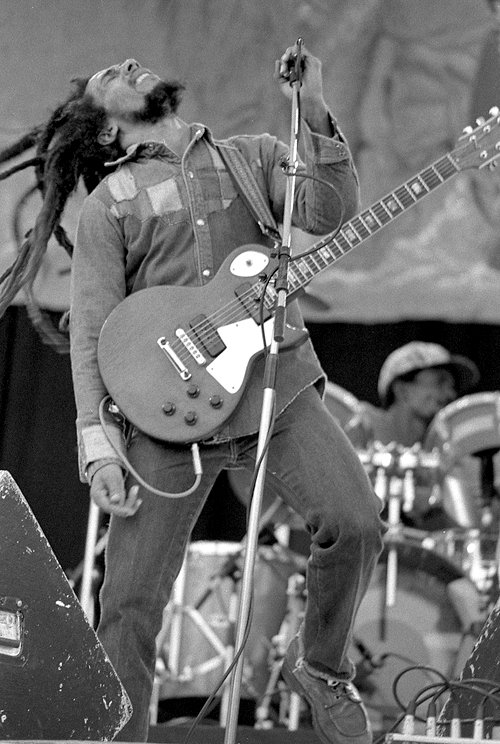
Найвідоміший виконавець реґі Боб Марлі у 1980 році.

Музика реґі відрізняється танцювальним характером. Характерною рисою реґі є відсутність виключно ритмічних або виключно мелодичних інструментальних партій (музиканти грають ритм та мелодію одночасно).
Інші особливості: це бубнова партія One drop (бас-барабан на третину такту), гітара‚ що грає на парних долях та мінливий бас. Характерними також є ритмічні структури, звучання баса й перкусії, особлива манера інтонування.

## Історія

### Зародження
Популярна музика найбідніших верств населення Ямайки у 1940-ві роки називалася «менто» — це були типові африканські пісні, що дісталися жителям острова від їх предків. Пісні виконувалися під гітари та перкусію, проте ритміка прийшла з місцевої музичної культури — такі танці, як каліпсо, румба, меренга і самба, сплавлені з типово африканським речитативом-розспівом, стали основою нової музики островів.
Після Другої світової війни через радіотрансляцію на Ямайку просочилася американська популярна музика, яка мала значний вплив на культуру країни, — ритм-енд-блюз передавали диск-жокеї Маямі, Нового Орлеана та Мемфіса, а платівки з американською музикою привозили демобілізовані військові. Завдяки таким американським виконавцям, як Джонні Ейс, Луї Джордан, Еймос Мілберн і Фетс Доміно, наприкінці 1940-х — початку 1950-х років ритм-енд-блюз отримав на Ямайці величезну популярність.
До 1960 року американська музика заполонила острів, і місцеві антрепренери Коксоун Додд, Прінс Бастер і Дьюк Рейд закупили апаратуру і відкрили студії, в яких могли записуватися ямайські виконавці. Таким чином центром звукозапису Ямайки став Кінгстон. Перші місцеві співаки — Лорел Ейткен, Оуен Грей, Джекі Едварде і Деррік Морган — починали з наслідування американських зірок ритм-енд-блюзу, але незабаром знайшли свій власний стиль, що поєднував в собі ритм-енд-блюзову стилізацію для духових, клавішних, електрогітар і контрабаса, аранжовані в розмір 4/4 пісні менто.

### Виникнення ска та тоустингу
Дивний стрибучий ритм «розсікав» ритм-ендблюзову основу, а в той момент, коли, за музичною логікою, вони повинні були б зливатися, виникала пауза — такий стиль отримав назву «ска» (ska). На Ямайці ска популяризували групи та співаки, що зверталися насамперед до молодіжної аудиторії, — The Skatalites, The Soul Vendors, The Ska Kings, The Maytals, The Blue Busters, The Wailers, Стренджер Коул, Ерік Морріс, Джиммі Кліфф, Джастін Хайнз.
Доступність звукової апаратури допомогла встати на ноги такому піджанру ска, як «тоустинг» (toasting): диск-жокеї накладали свій голос на вже наявну фонограму, і отриманий таким чином запис транслювали в ефір — як «авторське» доповнення могли бути цитати з газетних статей, власні розумні думки, або ж диск-жокеї просто пародіювали тих, чиїми пластинками користувалися. Від тоустинга перекинувся місток до дабу (dub) — прийому, який зводився до редагування фонограми шляхом перестановки її фрагментів, додаванням нових і видаленням зайвих. Поступово тоустинг і даб перекочували з радіостанцій в студії звукозапису, де ними почали користуватися виконавці. Першими «тоустерами», чиї хіти прогриміли наприкінці 1960-х — на початку 1970-х років, були Кінг Стітт і Ю. Рой — слідом за ними в такій манері стали записуватися Ай Рой, Big Youth, Прінс Джаззбо, Dillinger і багато інших. Лі Перрі, Кінг Таббі і Аугустос Пабло почали експериментувати з інструментальним дабом, і добилися такого успіху, що їх прийоми поклали основу цілої школи звукозапису, якою зараз користуються оператори усього світу.
До середини 1960-х ска уже остаточно сформувалося як музичний напрям з густою мережею піджанрів — можна простежити паралельну еволюцію ска та американського ритм-енд-блюзу, який до початку 1970-х почав поступово зміщуватися в бік з'єднання з госпелз: і ска, і ритменд-блюз стали помітно м'якші і ліричніші.

### Рокстеді
1966 рік був відзначений уповільненням і свого роду монотонністю ритмів ска — нова стилістична течія отримала назву «рокстеді» (rocksteady). Першими хіт-мейкерами рокстеді були Елтон Елліс, Делрой Вілсон, Кен Бут, The Heptones і The Paragons. Віддали належне новому напрямку і англійські групи ритм-енд-блюзу, такі, як The Kinks, Hollies та The Beatles, — на британському телебаченні навіть з'явилася програма з такою назвою, а об'єднання фірм Pickwick Records і Decca Records заснували серію збірників Rock Steady. У 1968 році з'явився більш темповий різновид рок-Стеді — «Поппа-топ» (poppa-top), у якому досягли успіху The Pioneers, Дезмонд Деккер, адепти трохи жорсткішого регі The Slickers і The Maytals. Характерний саунд реґі досягався частково за рахунок зміни ролей інструментів: гітара функціонувала, головним чином, як частина ритм-секції, створюючи акордну «підкладку» базового ритму композиції, а бас-гітара грала мелодійні контрапункти до партії вокалу. Ударні відстежували всі ритмічні збивання і розставляли акценти.

### Вплив растафаріанства
Величезний вплив на музичну культуру Ямайки, і в тому числі на регі зробило растафаріанство — релігійно-філософське вчення, принципів якого дотримувалися дуже багато музикантів острова. Можна, без перебільшення, стверджувати, що до 1970 року растафаріанство стало головною рушійною силою регі. Такі ямайські групи, як The Abyssinians, The Charmers, Burning Spear і The Wailers, використовували в своїй музиці ритуальні ритми і розспіви, а також прямі цитати з Раста і містико-політичних опусів Маркуса Гарві. Таким чином, сплеск регі у 1970-х роках був безпосередньо пов'язаний з растафаріанством, що відбилося на природі звуку, ритміці, і навіть мові пісень — тексти рясніли африканізмами й місцевим релігійним сленгом.

### Розвиток реґі з другої половини 1970-х
У другій половині 1970-х вокальні тріо Mighty Diamonds, Black Uhuru, The Itals і такі колективи, як Sly And Robbie і The Roots Radics Band, значно посилили ритм регі — чіткі мелодійні і ритмічні лінії композицій цих груп отримали потужний імпровізаційний розвиток, що дозволило класифікувати регі як один з напрямків рок-музики.
Паралельно розвивалася лірична гілка регі, яку представляли, головним чином, вокальні стилісти Шугар Майнот (англ. Sugar Minott), Денніс Браун і Грегорі Айзеке, що мали репутацію «крунерів» (від crooner — «естрадник», або виконавець романтичних любовних пісень).
Попри те, що найбільше поширення регі отримало у США, не обійшов цей стиль стороною і Європу, і перш за все Велику Британію, де елементи регі включали в свою музику Елвіс Костелло, Police, The Specials, The Clash, The Damned і навіть The Rolling Stones. Проникнення регі практично у всі стилі та напрямки року в значній мірі вплинуло на стилістику популярної музики 1980-х і 1990-х років, а злиття регі з репом, фанком, панк-роком і хардкором зумовило появу нових стилів і напрямків. На загальну думку, після того як на початку 1970-х Ерік Клептон включив до свого репертуару, і таким чином популяризував, класику регі «I Shot The Sheriff» Боба Марлі, регі став природним компонентом британського року. Проте синтез регі і фанку, який наприкінці 1980-х вплинули на американські гурти Faith No More, Extreme і Red Hot Chili Peppers, привів до відродження регі в новій якості і зумовив сплеск інтересу до класики жанру.

## Музичні стилі
З реґі тісно пов'язані напрямки ска (ska) і toasting, що передували хіп-хопу. Тостинг — читання своїх коментарів до пісні поверх звучання музики під час імпровізованих вуличних дискотек, які на Ямайці влаштовували власники звукових систем[джерело?].
- Раннє регі (Early reggae). Час появи: 1964 рік. Виконавці: The Paragons, The Melodians, The Jamaicans, The Upsetters та інші.
- Скінхед-регі (Skinhead reggae) — англійський варіант раннього реґі. Час появи: друга половина 1960-х. Виконавці: Laurel Aitken, Judge Dread, Desmond Dekker, Symarip та інші.
- Рутс-регі (Roots reggae) — стиль, що виник на основі раннього реґі та ритміки барабанів Наябінгі (обрядові барабанні сесії, названі на честь міфологічної принцеси Наябінгі), основний ритм — «ван-дроп» (one drop), пізніше стали використовуватися «хаф-дроп» (half drop) і «рокерс» (rockers), але «уан-дроп» все одно домінує. Тематика текстів — релігійна, растафаріанська. Час виникнення: кінець 1960-х. Виконавці: Альфа Блонді, The Abyssinians, Burning Spear, Culture, Лі «Скретч» Перрі, Боб Марлі, Steel Pulse та інші.
- Даб (Dub) — інструментальне, пізніше електронне перекладення музики реґі, де на передній план виходить ритм-секція, а всі інші інструменти і, іноді, вокал вступають періодично. Для останніх характерне використання різних звукових спецефектів (луни, реверберації), що надає музиці психоделічного характеру. Виконавці: Лі «Скретч» Перрі, Scientist, Кінг Таббі та інші. Надалі стиль набуває самостійності, відходячи від початкових експериментів ямайських звукорежисерів з надання творам реґі нового звучання, стаючи окремим напрямком, що зближуються з електронною музикою. Походження дабу пов'язане зі згаданими вище вуличними дискотеками, для цілей яких оброблялася музика.
- Дансхол (Dancehall) — танцювальний напрямок, що виник на початку 1980-х. Також реґі набув популярності наприкінці 1998 року. На його розвиток зокрема вплинула група The John Butler trio.

## Виконавці
Серед ямайських виконавців регі найвідомішими є Пітер Тош, Банні Вайлер і Боб Марлі.
На сьогодні в Україні існує ряд музичних колективів, які використовують елементи і стилі реґі. Найбільш відомі гурти Бумбокс, The ВЙО, Операция Пластилин. Також харківський гурт 5'nizza (і гурт, який створився після їхнього розпаду SunSay).
Левко Дурко створив свій музичний хіт «No problem» у стилі ямайського реґі.

## Фільми
- «Reggae» (1970) — документальний
- «Rockers» (1978) — художній
- «The Harder They Come» (1972) — художній
- «Roots Time» (2004) — художній
- «Reggae — The Story of Jamaican Music» (2002) — документальний
- «Радуга» (2005) — документальний
- «Made in Jamaica» (2006) — документальний

## Радіо в Україні
- MOONSTOMP Radio — Українська онлайн радіо станція. Радіо MOONSTOMP було запущено наприкінці 2010 року, а на початку 2011 запущений персональний портал станції. Це перше і єдине онлайн радіо в Україні, яке представляє слухачеві широкий спектра споріднених стилів. Основний формат радіо MOONSTOMP Radio — ска, панк та реґей.